# タトゥーン★マスター
『タトゥーン★マスター』は、矢也晶久による日本の漫画作品。

## 概要
『ベアーズクラブ』『週刊ヤングジャンプ』『ウルトラジャンプ』（集英社）にて、連載された漫画。全14話。1996年にOVA化。2008年からは、続編の『TATTOON MASTER 2』が『MiChao!』（講談社）にて連載された。

## あらすじ
刺青によって精霊の力を操る紋様族と呼ばれる部族の長であるニマは、故郷を訪れたある日本人が手にしていた一枚の写真に写っていた少年・日比野火々雄に一目ぼれし、彼の住む日本にやってきた。
ニマは彼に無理やりつながりの紋様をつけたため、女嫌いの火々雄は彼女の強引さに困惑する。

## 登場人物
日比野火々雄
主人公。
日比野正枝
火々雄の母。
火々雄の父
本名不明。妻に逃げられた甲斐性なしだが、民宿など複数の店舗のオーナーであり、医師免許も取得している。しかし「息子に隠れて暗躍するのが生きがい」と語って仕事をしていることを火々雄にも明かしていない。
藤松
弓道部。
ハイドラ江田
影の紋様使い。
アーノルド江田
ハイドラの兄で民族学者。
ヒロ
水の紋様使い。
エスバット・サマーディ
TOYBOXのエージェント。
涅槃の陪審員 (ニルヴァーナ)
TOYBOXのスペシャルアタッカー。
カイテル
博士。

### 紋様族 (タトゥーンズ)
ニマ
メインヒロインである、紋様族の長を務める16歳の少女。火々雄に一目惚れして日本にやってきたうえ、彼に無理やりつながりの紋様を刻み込んだ。トラブルメーカーだが、ひたむきな一面を持つ。
ニケ
ニマの妹。
ユニ
ニマの幼馴染。
モノ
言音の紋様使い。
ニム
ニマの姉。
レム
刻紋師。ニムの夫であり、ニマの義兄。
キカ
紋様族族長候補。岩殻の紋様使い。紋様族から分派した一族で山賊行為も行っている。
ネル
紋様族族長候補。交覚と常緑の紋様使い。紋様族から分派した一族で遊牧民。
ミナ
紋様族族長候補。紋様族から分派した中でも紋様術を極めることを目的とした集団出身。
セキ
最強の紋様法術者。

## 単行本
- 矢也晶久 『タトゥーン★マスター』 集英社〈ヤングジャンプ・コミックス〉、全3巻
  1. 1994年6月22日発行、ISBN 4-08-875281-3
  2. 1995年12月13日発行、ISBN 4-08-875282-1
  3. 1997年4月23日発行、ISBN 4-08-875283-X

## OVA

### キャスト
- ニマ - 國府田マリ子
- 日比野火々雄 - 上田裕司
- 藤松 - こおろぎさとみ
- アーノルド江田 - 古川登志夫
- ハイドラ江田 - 三木眞一郎
- ニケ - 嶋方淳子
- 火々雄の父 - 千葉繁
- 火々雄の母（日比野正枝） - 平野文
- 藤松の祖父 - 青野武
- A - 伊崎寿克
- B - 林延年
- くじら
- 豊島まさみ
- 北浦隆宏
- 熊谷正行
- 上田敏也
- 小田木美穂
- 丹羽紫保里

### スタッフ
- 原作 - 矢也晶久
- プロデューサー - 望月正雄、渡辺欽哉
- 監督 - 広川和之
- 脚本 - 黒田洋介
- キャラクターデザイン・総作画監督 - 荒木英樹
- 美術設定 - 佐藤正浩
- 色彩設定 - 大槻浩司
- 編集 - 西出榮子
- 効果 - 神保大介
- 音楽 - 山本はるきち
- アニメーション制作 - AIC
- 制作協力 - St.HAKK
- 製作 - ケイエスエス

### 主題歌
「Lovely & Lonely」
作詞 - 根津洋子 / 作曲 - 斉藤かんじ / 編曲 - 山本はるきち / 歌 - 麻生かほ里

### 各話リスト
| 話数  | 絵コンテ           | 演出               | 作画監督                    | 美術監督 | 撮影監督 | 音響監督 |
| ----- | ------------------ | ------------------ | --------------------------- | -------- | -------- | -------- |
| 第1話 | 神山健治、広川和之 | 神山健治           | 飯田宏義                    | 脇威志   | 佐藤均   | 千葉繁   |
| 第2話 | 佐藤英一           | 広川和之、久志秀彰 | 北爪宏幸、北島信幸 橋本敬史 | 脇威志   | 佐藤均   | 千葉繁   |